# Ойеволе, Адесойе Ойетунджиевич
Адесойе Ойетунджиевич Ойеволе (18 сентября 1982, Москва, СССР) — российский футболист, защитник. Мастер спорта России (2016).

## Карьера
Футболом начал заниматься в 8 лет. Воспитанник футбольной школы «Торпедо-ЗИЛ». Первая профессиональная команда — «Жемчужина» Сочи, в которой Ойеволе выступал с 2000 года. В 2003—2006 годах — игрок клуба «Реутов». В 2004 году участвовал в составе сборной зоны «Запад» второго дивизиона в Кубке ПФЛ «Надежда», где был признан лучшим защитником турнира. С 2007 года выступал за екатеринбургский «Урал». Стал первым чернокожим футболистом в истории клуба. В 2010 году был арендован клубом «Сибирь» Новосибирск, в составе которого провёл семь матчей в Премьер-лиге, забил один гол (в ворота «Крыльев Советов»). Участник полуфинала розыгрыша Кубка России 2007/08. Перед началом сезона 2013/14 перешёл на правах аренды до завершения сезона в оренбургский «Газовик», которым в итоге был куплен. Завершил карьеру по окончании сезона 2021/22.

## Тренерская карьера
Сезон 2022/23 начал в должности тренер ФК «Оренбург».
В июне 2023 г. перешел на должность помощника главного тренера ФК «Динамо» (Москва). Контракт с гл. тренером "Динамо" Марцелом Личка был расторгнут 1 мая 2025 года. Вместе с ним клуб покинул его штаб: ассистент Марио Личка (брат М. Личка), тренер по физической подготовке Армиче Вега Рамос и помощник Адесойе Ойеволе. 

## Достижения
- Победитель Первенства ФНЛ (3): 2012/13 («Урал»), 2015/16, 2017/18 (оба — «Оренбург»)
- Обладатель Кубка ФНЛ (3): 2012, 2013 (оба — «Урал»), 2016 («Газовик»)

## Личная жизнь
Отец футболиста — нигериец, мать — русская. До пяти лет жил в Нигерии. После развода родителей вернулся в Москву.
Женат. Есть дочери Тея и Наоми.